# Beata Egyházy-Jurovská
Beata Egyházy–Jurovská (1944. október 4.) elsősorban középkorral foglalkozó szlovákiai régész.

## Élete
1967-ben végzett a Comenius Egyetem régészet szakán. Már a középiskola és egyetemi évei alatt a Szlovák Nemzeti Múzeumban kezdett el dolgozni, ahol nyugdíjazásáig maradt. A régészeti és múzeumi dokumentáció, a leletközlés, a szerkesztői tevékenység és a régészeti kiállítások (állandó kiállítás, középkori kályhacsempék stb.) terén szerzett maradandó érdemeket. 1989 után a Régészeti Múzeum igazgatóhelyettese is volt. A Szlovák Nemzeti Múzeum kiadói részlegének vezetője is volt. Részt vett a pozsonyi Régészeti Világkongresszus szervezésében is.
Részt vett például Bazinban, Gidrafán, Horvátjárfalun, Késmárkon, Magyargurabon, Pozsonyban például az új SNP híd építését megelőző leletmentéseken is.
Részt vett a Zborník SNM – Archeológia, illetve annak Supplementumának, a Zborník Múzea mesta Bratislavy, a Monumentorum Tutela – Ochrana pamiatok, a Studia archaeologica Slovaca mediaevalia, Múzeum, és a Pamiatky a múzeá szakmai folyóiratok szerkesztésében.

## Művei
- 1972 Historickoarcheologický výskum na Kežmarskom hrade v roku 1970. Vlastivedný časopis XXI, 19-191.
- 1975 Stredoveké pamiatky hmotnej kultúry z archeologických výskumov na Devínskom hrade. Zborník SNM – História 15, 97-167. (tsz. Belo Polla)
- 1975 Archeologický výskum v Budmericiach. Vlastivedný časopis XXIV, 89-90.
- 1976 Zisťovací archeologický výskum v Budmericiach, okr. Bratislava-vidiek. Zbor. SNM – História 16, 55-90.
- 1980 Zaniknutý románsky kostol s cintorínom v Budmericiach, okr. Bratislava-vidiek. Zbor. SNM – História 20, 39-65.
- 1981 Zaniknutá stredoveká dedina Fančal. Archeologia historica 6, 513-519.
- 1984 K nálezom stredovekých hrnčiarskych pecí v Bratislave. Zborník Ľudmile Kraskovskej, 271-283.
- 1985 Stredoveké pece na pečenie chleba. Archaeologia historica 10, 209-220.
- 1985 Čo skrýva Mlynská dolina. Krásy Slovenska 11, 8-11. (tsz. Zdenek Farkaš)
- 1986 Historickoarcheologický výskum v súvislosti s pamiatkovou úpravou hradu v Kežmarku. Archeologia historica 11, 235-242.
- 1987 Príspevok k stredovekému osídleniu v Palárikove. Zborník SNM – História 27, 95-115. (tsz. Lev Zachar)
- 1988 Včasnostredoveké osídlenie v Báhoni (okr. Trnava). Archaeologia historica 13, 19-29. (tsz. Juraj Bartík)
- 1990 Príspevok k problematike stredovekých dechtárskych pecí. Archaeologia historica 15, 349-357. (tsz. Katarína Tomčíková)
- 1991 Príspevok k vzťahu prírodného prostredia a dávneho osídlenia v Bratislave – Mlynskej doline. Študijné zvesti, 7-14. (tsz. Z. Farkaš).
- 1991 Mlynská dolina v Bratislave vo svetle archeologických nálezov. Vlastivedný časopis 40, 100-103.
- 1992 Archeologické múzeum.
- 1992 Expozícia "Klenoty dávnej minulosti Slovenska"
- 1993 Stredoveké kachlice – katalóg k výstave
- 1994 Technické pamiatky v dolnej Mlynskej Doline v Bratislave. Zbor. SNM 88 – Archeológia 4, 153-168.
- 1996 Edičná činnosť NMC – Vydavateľstva Slovenského národného múzea v Bratislave – hlavné aktivity a perspektívy. Zbor. MSS 1996, 110-116.
- 1997 Bratislavský hrad – priestory štátnej reprezentácie a Slovenského národného múzea. Pamiatky a múzeá 1997/4, 10-15.
- 1999 Vidiecke osídlenie na Slovensku v dobe románskej z pohľadu archeológie. Pamiatky a múzeá 1999/2, 24-26.